# Фис Кастро, Хорхе
Хо́рхе Фис Ка́стро (исп. Jorge Fiz Castro; род. 22 августа 1963) — кубинский дзюдоист, чемпион и призёр чемпионатов Кубы, призёр чемпионата мира, победитель и призёр Панамериканских чемпионатов и Панамериканских игр. Выступал в тяжёлой (свыше 95 кг) и абсолютной весовых категориях. В течение 1981—1999 годов 14 раз становился чемпионом Кубы в тяжёлой и абсолютной категориях, трижды — серебряным и дважды — бронзовым призёром чемпионатов страны. Чемпион (1996) и серебряный призёр (1986, 1996—1997 годы) панамериканских чемпионатов, чемпион (1987 и 1991 годы) и бронзовый призёр Панамериканских игр. В 1987 году стал бронзовым призёром чемпионата мира в абсолютной категории.